# Geometry Dash
Geometry Dash arkadna je mobilna igra razvijena 2013. godine u Švedskoj. Autor i dizajner igre je Robert Topala, a izdavač igre je RobTop Games. Igra se temelji na ritmu pozadinske glazbe, koja je jedinstvena za svaku od 22 razina. 
U nepotpunoj inačici igre (nazvanoj lite) igrač odmah ima pristup svim razinama, ali svaka je daljnja razina teža od prethodne, dok u punoj inačici igrač mora otključavati nove razine. Ostale značajke igre koje postoje u najnovijim inačicama su različiti načini igre: karta, paketi, mogućnost stvaranja nove razine (editor), tajni novčići i veliki izbor ikona.
Besplatna inačica igre, Geometry Dash Lite, uključuje prvih 19 razina pune verzije.

## Igranje
Geometry Dash koristi jednostavan sustav za kontroliranje pomičnog lika, koji skoči u zrak pritiskom na ekran. Korisnici ne mogu kontrolirati brzinu kojom se lik kreće. Vrijeme i ritam su ključni dijelovi igre. 
Cilj igre je završiti etapu dolaskom do cilja. Međutim, ako igrač likom dotakne prepreku, mora početi ispočetka. Sve razine (izuzev prve dvije u punoj inačici) otključane su od samoga početka, tako da se može igrati izvan reda. Šiljci i druge opasnosti često su prisutne kako bi otežale igru većini početnika. Usput, igrač može prikupiti do tri tajna novčića smještenih u skrivenim ili izazovnim područjima. Tajni novčići pomažu otključati druge značajke, kao što su novi likovi i postignuća. Na vrhu ekrana u zadanom načinu igre, može se vidjeti napredak u razini. To se, međutim, može po želji isključiti. Boje nekih objekata u igri, a ponekad pozadine, također mogu ovisiti o samoj boji lika. Početne razine vrlo su jasno uređene, a što je razina teža, dolaze prepreke i zbunjujući ukrasi, pozadina koja treperi, okreće se, pulsira, a pojavljuju se i nevidljive prepreke i pozadinski elementi.
Geometry Dash ima sučelje za vježbanje (practice mode), koje se može koristiti za bilo koju razinu. U načinu za vježbu igrač nastavlja s mjesta gdje je posljednji put pao, a te točke označene su zelenim draguljima. Nakon svake riješene razine igrač dobiva novu ikonu, boju i leteću figuru pomoću koje može letjeti. Lik može promijeniti oblik prolazeći kroz portale kružnoga oblika. Portali koji utječu na brzinu trokutasta su oblika. Sposobnost portala može se odrediti prema boji i obliku.
Portali kružnoga oblika imaju potencijal za:
- promjenu smjera
- letenje unutar portala
- promjenu gravitacije
- zrcaljenje pozadine[3]
- promjenu strane gore-dolje u portalu
- skakača unutar inzvanzemaljske letjelice u portalu
- pauka koji mjenja strane gore-dolje u portalu
- skakajućega robota u portalu
- strelicu u portalu
- okruglog robota koji mijenja svoju gravitaciju

Dobivanjem odličja (eng. achievements), igrač je nagrađen dobivanjem novih boja i likova.
Nagrade za otključavanje:
- kocke (485 komada)[4]
- letjelice (169 komada)
- lopte (118 komada)
- NLO-i (149 komada)
- nove boje (mogu se mijenjati uz pomoć kocke)
- pauci (69 komada)
- strelice (96 komada)
- roboti (68 komada)
- okrugli roboti (43 komada)
- animacije kada igrač umre i ponovno počne igrati razinu

Od 2025. ima 22 službena razina u punoj, a 19 razina u lite inačici.

### Verzija 2.2
Dana 14. kolovoza 2021. godine, RobTop je na svom YouTube kanalu objavio prvi video snimak verzije 2.2, prve glavne verzije igrice objavljene nakon 2017. godine. Nakon više od godinu dana, RobTop 4. rujna 2022. objavljuje drugi snimak verzije, a treći 15. svibnja 2023., u kojem se prikazao način igre u stilu platformera. Verzija 2.2 je službeno izašla 19. prosinca 2023.
| Ime razine                 | Težina razine u punoj verziji | Broj zvijezdi |
| -------------------------- | ----------------------------- | ------------- |
| 1. Stereo Madness          | Lagano                        | 1             |
| 2. Back On Track           | Lagano                        | 2             |
| 3. Polargeist              | Normalno                      | 3             |
| 4. Dry Out                 | Normalno                      | 4             |
| 5. Base After Base         | Teško                         | 5             |
| 6. Can't Let Go            | Teško                         | 6             |
| 7. Jumper                  | Teže                          | 7             |
| 8. Time Machine            | Teže                          | 8             |
| 9. Cycles                  | Teže                          | 9             |
| 10. xStep                  | Teže                          | 10            |
| 11. Clutterfunk            | Vrlo teško                    | 11            |
| 12. Theory of Everything   | Vrlo teško                    | 12            |
| 13. Electroman Adventures  | Vrlo teško                    | 10            |
| 14. Clubstep               | Demon                         | 14            |
| 15. Electrodynamix         | Vrlo teško                    | 12            |
| 16. Hexagon Force          | Vrlo teško                    | 12            |
| 17. Blast Processing       | Teže                          | 10            |
| 18. Theory of Everything 2 | Demon                         | 14            |
| 19. Geometrical Dominator  | Teže                          | 10            |
| 20. Deadlocked**           | Demon                         | 15            |
| 21. Fingerdash*            | Vrlo teško                    | 12            |
| 22. Dash*                  | Vrlo teško                    | 12            |

* Dostupno samo u punoj verziji
** Otključavanje i dostupnost samo u punoj verziji